# Eloxálás
Az eloxálás korróziónak ellenálló oxidréteg kialakítása elektrolízissel alumíniumtárgyak felületén. A szó az elektromosan oxidált alumínium kezdő szótagjainak összevonása.

## Az eljárás
Anodizálásnak (anódos oxidációnak) azt az eljárást nevezzük, amikor az alumíniumot híg savban (foszforsav, oxálsav, kénsav, krómsav stb.) anódként kapcsolják (pozitív pólus), ekkor vízbontás játszódik le, az anódon oxigén fejlődik, a katódon hidrogén. A fejlődő oxigén azonnal reagál az alumíniummal és porózus oxidréteget hoz létre. A réteg keménysége a fürdő hőmérsékletétől és a használt sav milyenségétől függ. Az anodizálás előtt a megmunkálandó ötvözetet megtisztítjuk forró áztató, vagy oldószeres fürdőben (rendszerint nátrium-hidroxidban). Az anodizáló fürdőben a feszültség hatására oxigén keletkezik, mely reagál az anódként használt fémmel és porózus réteget hoz létre a felületén. Lényeges lépés a folyamat végén a pórusok tömítése. A korrózióállóságot, a színtartósságot a tömítettség erősen befolyásolja. A tömítés történhet forróvízben vagy nikkel-fluorid oldatban.
Eloxálásnak (elektrolitikus oxidáció)azt az eljárást nevezzük amikor 200 g/l-es kénsavban 20 °C-on 17-20 V feszültséggel 1,2-2,0 A/dm² áramsűrűséggel anodizálunk. Az európai szabványok itt 5-10-15-20-25 mikrométeres szabványos réteget írnak elő. 
A brit szabvány 30-35 mikrométert ír elő.
Az eloxálás előnyei:
Megvédi az alumínium felületét a további korróziótól;
Az alumínium felületkezelés esztétikai felületet ad a terméknek;
Javítja az alumínium felületét (keményebb felület);
Az eljárás során az alumíniumból vagy ötvözeteiből készült munkadarabokat egy gerendán függesztve kénsav fürdőbe helyezik. Az ellenelektród (katód) lehet ólom vagy alumínium. Az áram a gerendán keresztül folyik a munkadarabba, a fürdőbe, majd a katódba. A fejlődő oxigén reagál a fémmel és porózus réteget hoz létre.
A pórusok lehetőséget adnak a színezésre:
1. Amennyiben fémeket választunk le elektrolitikusan a pórusokba, akkor elektrolitikus színezésről beszélünk. Például ón-szulfáttal világosbarnától a feketéig lehet színeket előállítani, a szín a leválasztott ón mennyiségének növelésével egyre mélyül. Az elektrolitikus színek tartóssága a legjobb.
2. Használhatunk még szerves színezékeket színezésre, itt egyszerűen belemártjuk az eloxált anyagot a színezékbe, itt a szín mélysége a tartózkodási idő függvénye. A szerves színezékkel előállított színek a napfény hatására egy idő után kifakulhatnak, vagy szivárványossá válhatnak. A színtartósság főleg épületek esetében rendkívül fontos.
Lényeges lépés a folyamat végén a pórusok tömítése. A tömítettség határozza meg nagyon nagy részben a korrózióállóságot mind natúr, mind színezett termék esetén. Színezett termék esetén nemcsak a korrózióállóságot, hanem a színtartósságot is erősen befolyásolja.
A tömítés történhet forróvízben vagy nikkel-fluorid oldatban.
Tömítés helyett szoktak még folyékony átlátszó lakkot is használni (Alumite eljárás), de ez sokkal költségesebb az egyszerű tömítésnél.

## Alkalmazása
Alumínium és Al-ötvözetek korrózióvédelmére használható. Ugyanis az alumínium ötvözői a színalumíniumhoz képest a szilárdságot általában növelik, viszont az elektromos vezetőképességet  és a korrózióállóságot legtöbbször csökkentik. (például AlCu ötvözet)
Emellett, mivel ez az oxidréteg színezhető, gyakran dekorációs célt is szolgál.

## Vonatkozó szabványok
- DIN 17611
- ÖNORM C 2531 „Anódosan oxidált alumíniumtermékek”
- MSZ EN 12373-1:2001 "Alumínium és alumíniumötvözetek. Anódos oxidálás. (Az alumínium anódos oxidálással készült dekoratív és védőbevonatai előírásának módszere)
- További kapcsolódó magyar szabványok listája